# Königsbachtal bei Neuhütten
Das Naturschutzgebiet Königsbachtal bei Neuhütten ist ein Naturschutzgebiet im Landkreis Trier-Saarburg in Rheinland-Pfalz. Das 219,32 ha große Gebiet, das mit Verordnung vom 25. März 1996 unter Naturschutz gestellt wurde, erstreckt sich nordöstlich der Ortsgemeinden Züsch und Neuhütten. Am westlichen Rand des Gebietes, bei dem es sich um eine Rodungsinsel im geschlossenen Waldgebiet des Hochwaldes handelt, verläuft die Landesstraße L 165. Durch das Gebiet fließt der Königsbach, ein rechter Oberlauf des Allbachs. Etwa 5 km südlich verläuft die Landesgrenze zum Saarland.